# Eikin Catena
L'Eikin Catena è una struttura geologica della superficie di Callisto.